# Taschenkalender

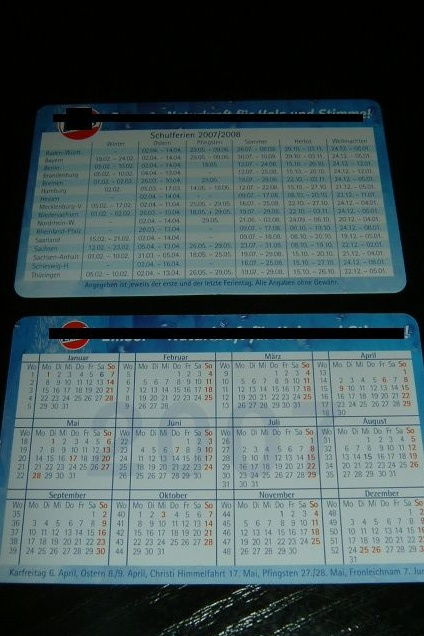
Kalender im Scheckkartenformat (Vor- und Rückseite; 2007)

Schulferienübersicht auf Taschenkalender im Scheckkartenformat (2009)

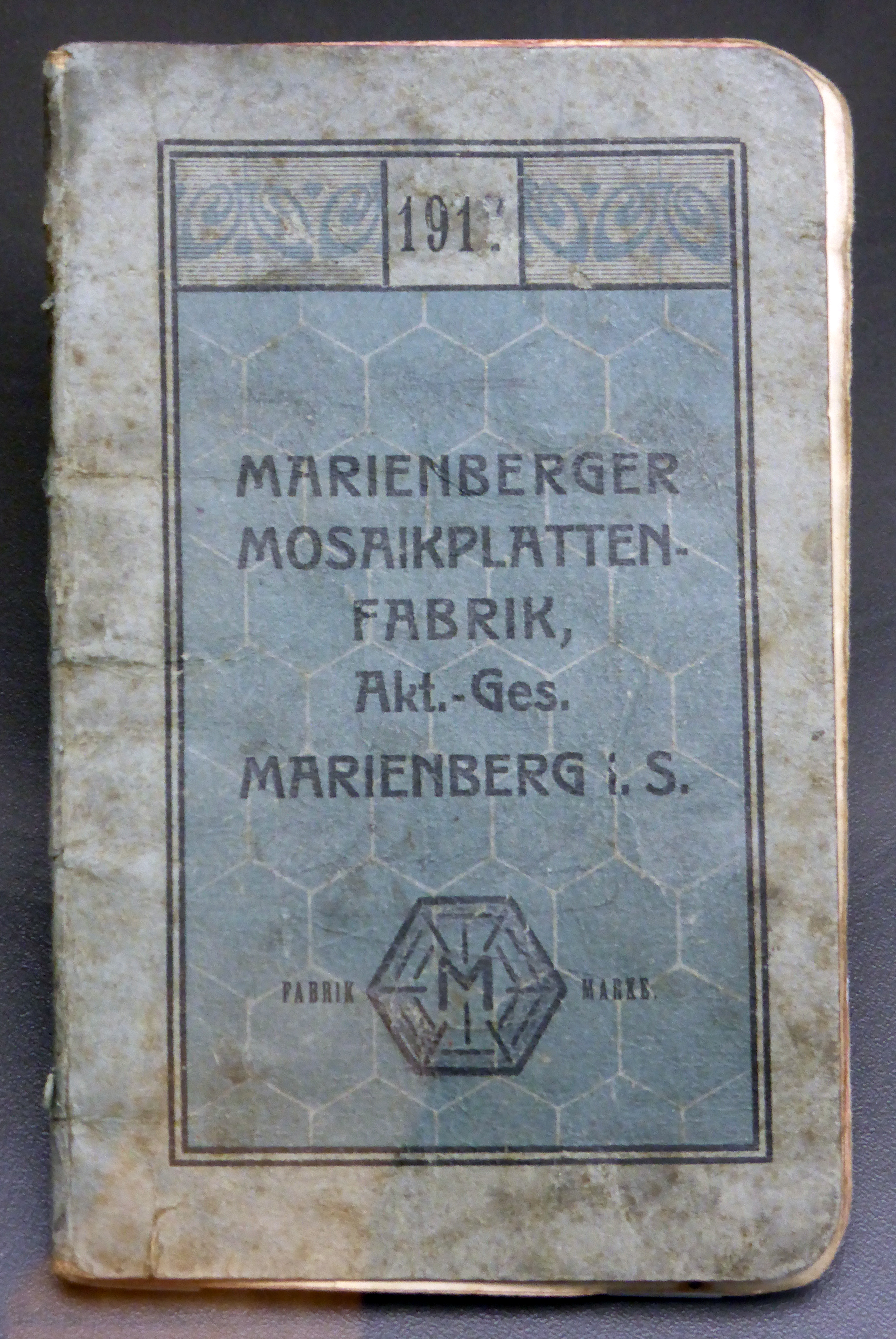
Historischer Taschenkalender (1912)

Ein Taschenkalender ist ein Kalender in Form eines Büchleins oder einer Karte, in einem Format, das in der Hosen- oder Handtasche Platz findet und vom Besitzer leicht mit sich getragen werden kann.

## Buchform
Für die Tage, Wochen und Monate meist eines Jahres vom 1. Januar bis 31. Dezember gibt es jeweils eine schmale oder breite Spalte. Auf zwei Seiten kann demgemäß Platz für zwei Tage, eine Woche oder einen Monat gegeben werden. Daneben ist es üblich, freien Platz für Notizen des Besitzers zu lassen.
Es gibt Taschenkalender für verschiedene Berufsgruppen, z. B. für Lehrer oder Schichtdienstleistende. Kalender für Lehrer können in Schulhalbjahre eingeteilt sein und sich von August bis Juli erstrecken. Sie enthalten meist auch Formulare für Stundenpläne. Auch in allgemein gehaltenen Taschenkalendern ist eine stundenweise Einteilung (eine Stunde mit Angabe der Uhrzeit pro Zeile) nicht unüblich. Neben den berufsgruppenspezifischen Kalendern existieren politische Taschenkalender, in denen entsprechende Adressverzeichnisse, aus der je spezifischen Sicht besondere Jahrestage und entsprechende Kurzartikel zu finden sind.
In vielen Taschenkalendern gibt es Seiten, manchmal herausnehmbare, auf denen man wichtige Adressen und Telefonnummern alphabetisch verzeichnen kann.

## Kartenform
Die Taschenkalender in Kartenform gibt es hauptsächlich in zwei Formaten:
- Scheckkartenformat und
- Spielkartenformat

Taschenkalender beinhalten einen Papierkern, der üblicherweise im Offsetdruckverfahren bedruckt wird. Um das gewünschte hohe Volumen zu erzielen kann entweder ein Bilderdruckkarton (etwa 300 g/m² Papiergewicht) verwendet werden, der in einem späteren Arbeitsgang mit (dünner) Folie beschichtet wird, oder ein dünneres Papier wird bedruckt und anschließend durch Kaschieren bzw. Laminieren mit einer stärkeren Kunststofffolie auf das gewünschte Volumen gebracht.
Man kann unterscheiden zwischen …
1. eingesiegelten Karten aus Papier mit einer stärkeren Laminatfolie, welche am überstehenden transparenten Rand erkennbar ist.
2. folienkaschierten (matt oder glänzend) Karten aus Karton, welche bis zum Papierrand aber nicht darüber hinaus mit Folie beschichtet sind.
3. Karten in Kreditkartenqualität, die aus mehreren übereinander laminierten PVC-Schichten aufgebaut sind oder Hart-PVC-Karten mit einer Materialstärke von 0,5 bis 0,8 mm.

Das Kalendarium befindet sich meist als Ganzjahreskalender auf der Vorderseite, oft mit Ferienterminen und markierten Feiertagen der einzelnen Bundesländer versehen. Auf der Rückseite bringt der Auftraggeber seine Werbung an.
Taschenkalender in Kartenform werden nachweislich spätestens ab 1878 (Clarks O.N.T. Spool Cotton - Ladys Pocket Calendar USA - GEORGE A CLARK SOLE AGENT) für Werbezwecke eingesetzt.
Neben der üblichen Ausführung mit Jahreskalendarium im Hoch- oder Querformat gibt es auch Taschenkalender mit Halbjahreskalendarien, Schulferienkalender (für jeweils 1 Schuljahr), Pollenflugkalender, Veranstaltungskalender etc.

## Sammelobjekte
Die verschiedenen Formen, Formate und die graphische Gestaltung der Rückseiten, deren Motive sehr vielfältig sind, reizen viele Menschen zum Sammeln der Taschenkalender. Kuriose Taschenkalender erscheinen beispielsweise als CD, Spiegel, Autowaschkarte, Brillenputztuch, Eintrittskarte, Eiskratzer, Hotelausweis, Immerwährender Kalender, Kreditkartenhülle, Lesezeichen, Lineal, Preisanhänger, Spickzettel, Taschentuch, Telefonkarten, Thermometer, Visitenkarte oder gar als Ziertaschentuch.